# Fw 58 (航空機)
フォッケウルフ Fw 58
フォッケウルフ Fw 58C
- 用途：練習機、輸送機
- 製造者：フォッケウルフ
- 運用者：ドイツ空軍
- 初飛行：1935年
- 運用開始：1937年

Fw58ヴァイエ は第二次世界大戦前にドイツのフォッケウルフ社で製造された双発単葉の練習機/輸送機である。元は民間輸送機として開発された。

## 概要
1934年航空省から提示された軽輸送、連絡機用の双発多用途機として試作され、1935年に初飛行した。胴体が鋼管溶接構造に前部が金属外皮、後部が羽布張り。主翼は金属構造に主桁より前方が金属外皮、残りは羽布張りで外翼前縁のみ後退角がついた高アスペクト比の主翼だった。
ルフトハンザドイツに8機納入された後、1937年に軍用に転用され、機上作業の練習機や多発機の操縦訓練に用いられた他、短距離の輸送・連絡や患者の搬送にも重用された。また少数だが双浮舟式水上機のBW型も生産されるが、主生産型は銃座を廃したC型である。
オランダ、ハンガリー、ルーマニア他の国々にも輸出され、ブラジルでは少数だがライセンス生産された。

## スペック
- 全長： 14.2 m
- 全幅： 21.00 m
- 全高： 4.5 m
- 翼面積： 47 m2
- 自重： 2,400 kg
- 全備重量： 3,600 kg
- エンジン： アルグス As 10C 空冷倒立V型8気筒 240 hp ×2
- 最大速度： 280 km/h
- 実用上昇限度： 5,600 m
- 航続距離： 800 km
- 乗員： 6 名